# Peter Hall (urbaniste)
Pour les articles homonymes, voir Peter Hall et Hall.
Sir Peter Geoffrey Hall, né le 19 mars 1932 à Hampstead, Londres (Royaume-Uni) et mort le 30 juillet 2014 à Londres, est un urbaniste et géographe britannique.

## Biographie
Il fut professeur d'aménagement du territoire et de rénovation urbaine à l'University College de Londres, et président de la Town and Country Planning Association ainsi que de la Regional Studies Association.

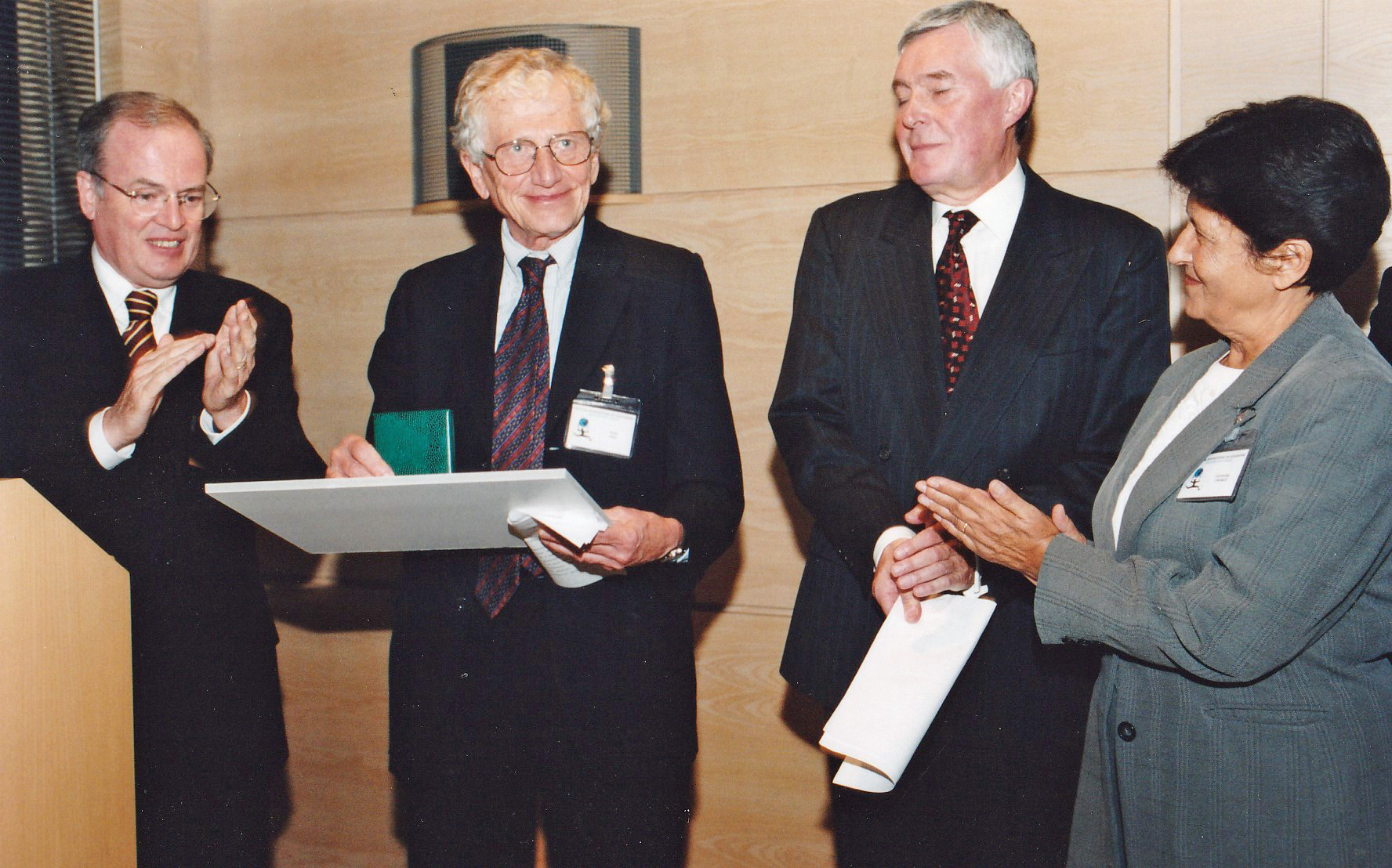
Sir Peter G. Hall recevant le prix Vautrin-Lud lors du Festival international de géographie 2001.

Il est renommé dans le monde pour ses travaux sur les problématiques économiques, démographiques, culturelles et de gestion que rencontrent les villes à travers la planète. Durant de nombreuses années, il fut lui-même conseiller de plusieurs gouvernements britanniques successifs en matière d'aménagement du territoire. De 1991 à 1994, il est conseiller spécial à la planification stratégique, et est membre du cabinet du Premier ministre de 1998 à 1999. Il est considéré comme l'inventeur du concept de zone franche industrielle (Urban Enterprise Zone), adopté par de nombreux pays, régions et villes pour développer l'industrie dans les territoires.
En 2001, il est le récipiendaire du prix Vautrin-Lud du Festival international de géographie, considéré comme le prix Nobel de géographie.